# Polycarpa ovata
Polycarpa ovata is een zakpijpensoort uit de familie van de Styelidae. De wetenschappelijke naam van de soort is voor het eerst geldig gepubliceerd in 1908 door Pizon.